# Joseph Lies
Joseph Lies ou Joseph Henry Hubert Lies, né à Anvers le 14 juin 1821 et mort dans la même ville le 3 janvier 1865, est un peintre, dessinateur et graveur d'eaux-fortes romantique belge. 
Il œuvre dans un large éventail de genres, notamment la peinture d'histoire, les paysages, les scènes de genre et les portraits. Bien que sa carrière ait été brève, il a bénéficié d'une reconnaissance européenne de son vivant.

## Biographie
Joseph Lies est né le 14 juin 1821 dans une famille modeste. Son père Henry travaille comme serrurier et forgeron dans leur maison à Anvers. À la mort de son père, le 6 août 1834, alors que Joseph a 13 ans, sa mère Marie Catherine Josèphe Van Grimbergen ouvre une quincaillerie pour assurer des revenus à sa famille. Joseph Lies ne se rend pas à l'école, mais il étudie à la maison avec son frère Louis et apprend diverses langues étrangères : anglais, allemand et italien. De 1834 à 1842, il suit des cours à l'Académie royale des beaux-arts d'Anvers. Ses premières toiles, principalement des scènes d'histoire et de genre, datent de cette époque : L'aumône en 1838 et, l'année suivante, Charles VI à la bataille de Roosbeke. L'un de ses professeurs à l'académie est Nicaise De Keyser, une figure clé de l'école de peinture historique romantique belge.
À l'âge de 20 ans, le 15 mars 1842, Joseph Lies est enrôlé dans l'armée belge. Il sert dans un régiment liégeois où l'officier responsable lui permet de consacrer la majeure partie de son temps à la peinture et l'oblige à donner des cours d'art à sa fille. Après avoir terminé son service militaire et lors de son retour à Anvers en février 1843, Lies reprend sa carrière de peintre. 

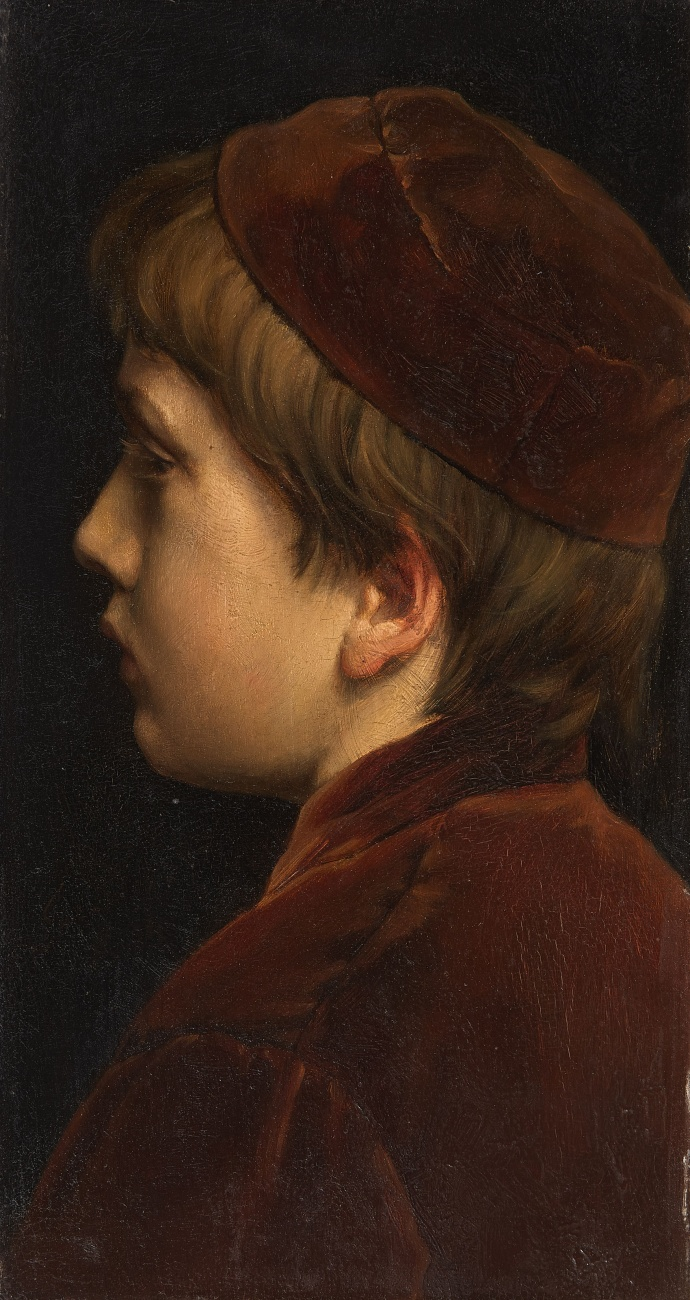
Portrait d'un jeune garçon.

Peu à peu, Lies commence à bénéficier d'une reconnaissance officielle pour son travail. En 1848 et 1849, il produit deux toiles représentant Erasme et une autre Christophe Colomb. Il obtient la médaille de vermeil au Salon de Bruxelles de 1848, où il reçoit une médaille de vermeil pour son tableau L'embarquement. Il reçoit la médaille d'or au salon de Bruxelles de 1851 pour son Interrogatoire de Jeanne d'Arc. 
Ses œuvres les plus importantes sont créées dans la seconde moitié des années 1850. Le conseil municipal d'Anvers lui commande en 1859 son plus grand tableau intitulé Baudouin VII, comte de Flandre. En 1858, à l'issue de l'exposition d'Anvers, il devient chevalier de l'ordre de Léopold. Lorsqu'en 1849 est créée la Vereniging van Antwerpse kunstenaars (« Association des artistes anversois »), il en est élu secrétaire. Lors de la fusion en 1852 de cette association avec le nouveau Kunstverbond ou Cercle Artistique, Littéraire et Scientifique d'Anvers, Lies conserve son poste de secrétaire du département des arts visuels, qu'il occupe jusqu'en 1861. Le Kunstverbond soutient les changements dans l'organisation de l'Académie d'Anvers et Lies est l'auteur d'un plan qui appelait à la séparation des fonctions artistiques et administratives de l'Académie. 
En 1859, Lies montre les premiers signes sérieux de tuberculose. Il obéit aux conseils de son médecin qui l'engage à un voyage vers le sud et part le 21 octobre 1859 pour l'Italie. Il voyage donc à travers la Suisse, la France et l'Italie. En Italie, il visite Florence et Venise où il est évidemment influencé par les maîtres italiens.
Il demeure en Italie jusqu'en juin 1860. À son retour dans sa ville natale, il continue à peindre et à créer certaines de ses œuvres les plus réussies. Il devient également professeur à l'Académie d'Anvers et compte parmi ses élèves Charles Verlat qui réalise le portrait de Joseph Lies en 1861. Paul Mantz, historien de l'art français, décrit ce portrait : « Joseph Lies était un Flamand brun, à la chevelure abondante, aux traits mobiles, un artiste brûlé par une flamme intérieure. M. Verlat a bien rendu cette tête énergique et maladive »
Joseph Lies, souffrant toujours de la tuberculose, meurt, à l'âge de 43 ans, le 5 janvier 1865 à Anvers. Il est à Anvers l'un des premiers à avoir choisi un enterrement civil (c'est-à-dire non religieux) car il était franc-maçon et athée. Le 6 janvier, de 6 à 7 000 personnes assistent aux funérailles. Les quatre peintres tenant les coins du poêle sont : Joseph Van Lerius, Ignace van Regemorter, Henri Leys et François Lamorinière. Jacques De Braekeleer a ciselé un mausolée pour son ami au cimetière de Stuivenberg, et celui-ci a ensuite été transféré au cimetière du Kiel//Schoonselhof à Anvers.

## Œuvres

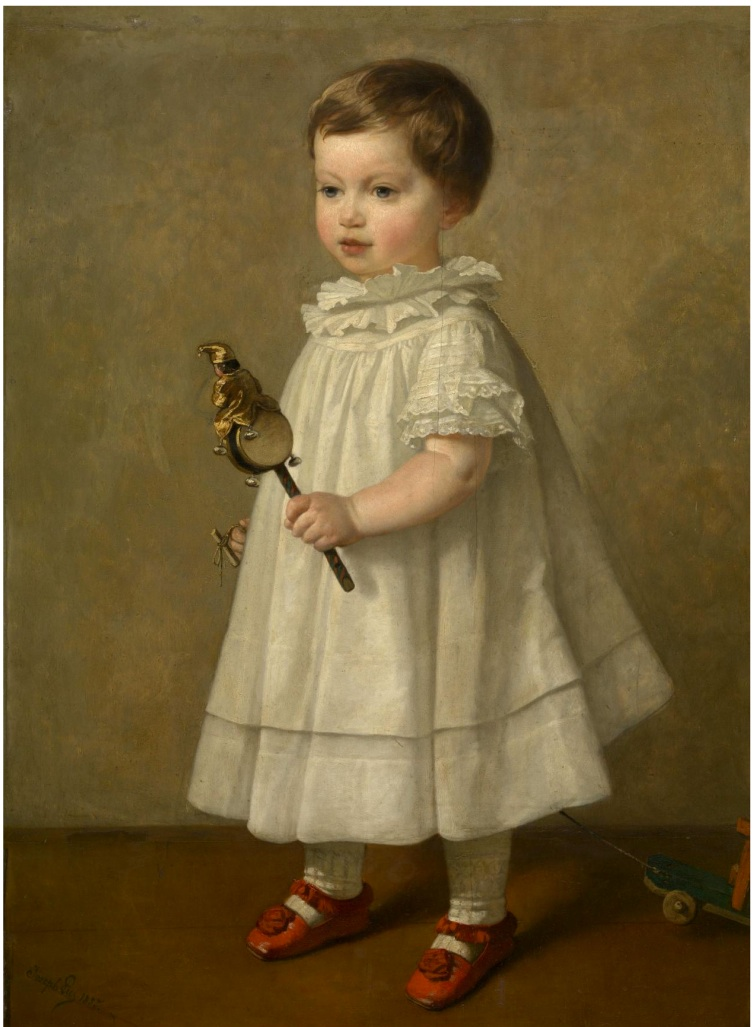
Maria Leys, fille d'Henri Leys (1855).

Joseph Lies a conservé une trace de toutes les peintures qu'il a vendues. Selon ses documents, il a vendu 120 tableaux, bien que sa production réelle soit probablement plus élevée.
L'œuvre initiale de Lies a été influencée par le mouvement romantique représenté par Nicaise de Keyser. Il passa plus tard sous l'influence de son ami Henri Leys, grand représentant de l'école historique ou romantique et pionnier du mouvement réaliste en Belgique. Leys s'était éloigné du pathétique et des anecdotes historiques de l'école romantique et du style de Nicaise de Keyser influencé par Rubens. Au lieu de cela, Leys avait commencé à peindre des scènes se déroulant à Anvers au XVIe siècle, combinant des détails étudiés sur le vif avec un style délibérément archaïsant rappelant la peinture flamande et allemande des XVe et XVIe siècles. Ces innovations de Leys dans le style et les sujets ont profondément marqué le travail de Joseph Lies.

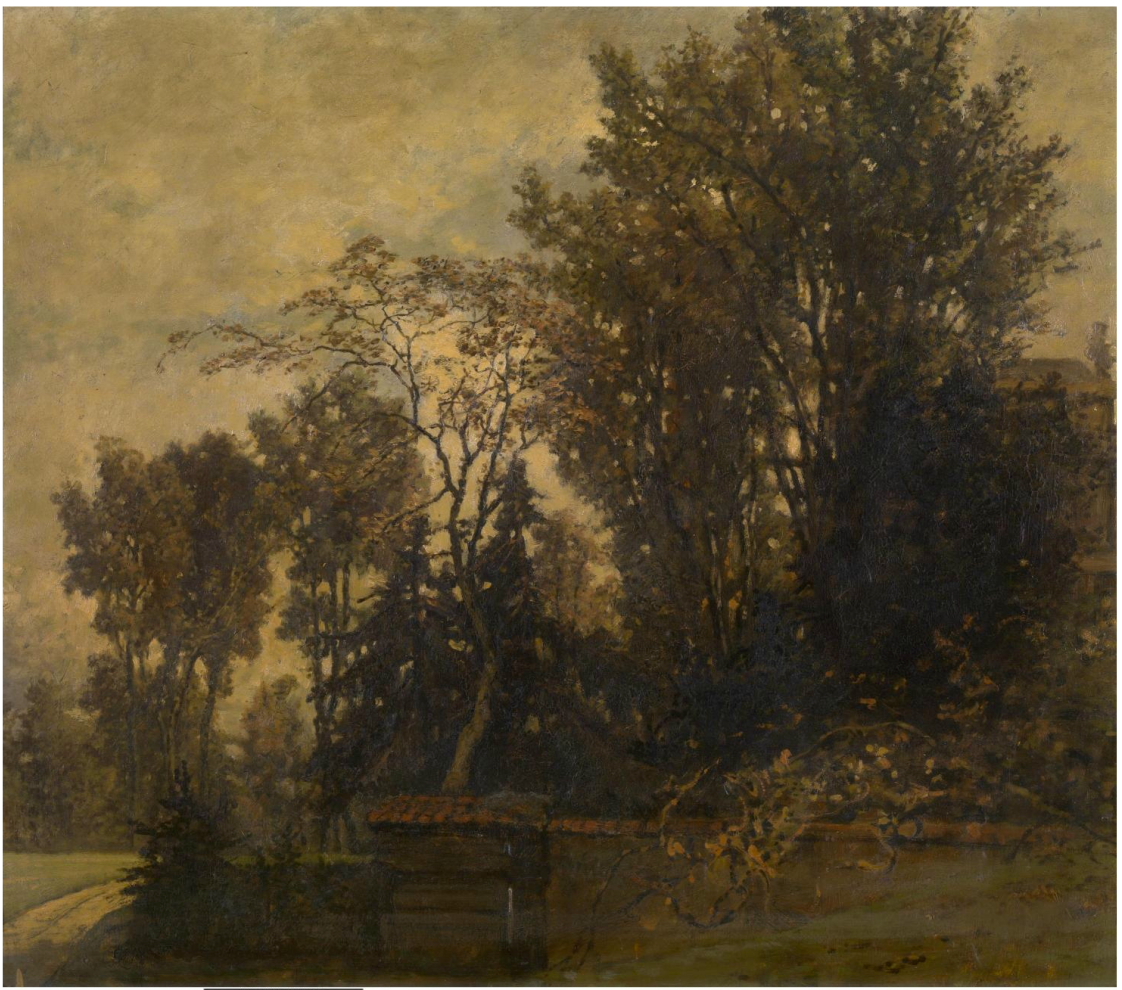
Paysage.

Au milieu des années 1840, Joseph Lies peint dans les divers genres et sujets alors prisés du public : scènes galantes, scènes de la vie de peintres célèbres, vues d'anciennes demeures et chambres de collectionneurs d'objets anciens. À partir de 1848-1849, ses œuvres commencent à se concentrer davantage sur des sujets d'histoire. Ses peintures portent des titres tels qu'Érasme écrivant L'Éloge de la folie, Albrecht Dürer descend le Rhin, etc. Ce passage à des sujets d'histoire plus sérieux a peut-être reflété l'influence de Leys, mais pourrait aussi avoir été une réaction aux développements politiques en Belgique. En tant qu'athée et critique de l'Église catholique, Lies était favorable à Albrecht Dürer qui était luthérien et à Érasme qui critiquait l'Église catholique.

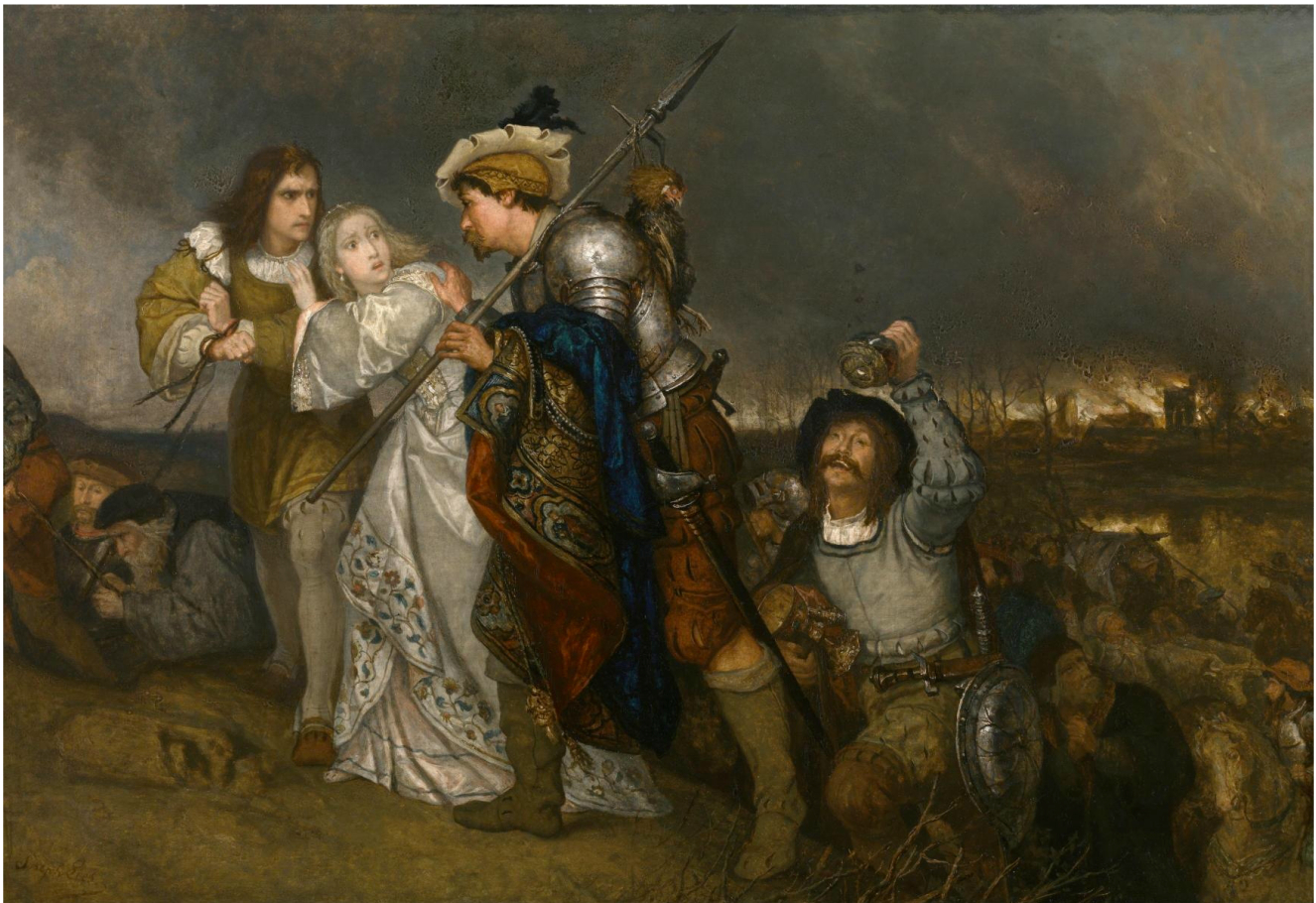
Les désastres de la guerre (1858).

Le paysage est devenu plus important comme sujet principal ou arrière-plan de ses peintures et a progressivement pris un aspect plus réaliste. Les paysages de ses compositions réalisées après 1858 montrent au loin des villages, des routes et des champs, qui rappellent les œuvres ultérieures de Leys. Lies inclut une vue d'un village entier dans son L'ennemi s'approche (1857, Musée royal des Beaux-Arts d'Anvers). Il excellait dans le rendu des jeux de couleurs et de lumière dans ses vues de forêts et de champs. Ses paysages ont eu une influence sur l'œuvre de Jean Pierre François Lamorinière, de sept ans son cadet et avec lequel il était ami.
Lies était un portraitiste doué comme le montrent ses deux portraits de la femme et de la fille de son ami Leys. En particulier, le portrait de la jeune fille de Leys se distingue par sa simplicité et rappelle les portraits d'enfants des artistes flamands du XVIIe siècle Cornelis de Vos et Pieter van Lint.

## Honneurs
Joseph Lies est :
- Chevalier de l'ordre de Léopold (Belgique, 23 octobre 1858).